# شريعة أم تمن (غرب كارون)
شريعة أم تمن (بالفارسية: شریعه‌ام‌تمن) هي منطقة سكنية تقع في إيران في قسم غرب كارون الريفي. يقدر عدد سكانها بـ 149 نسمة بحسب إحصاء 2016.